# 三次元曲面
三次元曲面（さんじげんきょくめん）は、図学の用語であり、平面を変形させることによって成立させることの出来ない（乃ち可展面でない）曲面を指す。
曲面は数学の解析学によって定義されている概念であり、平面を含む概念である。曲面の定義は、
uv平面内のある領域Dを動く2個のパラメータu,vがあって、u,vの三つの連続関数 x(u,v), y(u,v), z(u,v) によって、3次元の(ユークリッド)空間R3 の動点Pの座標 x,y,z が、
x=x(u,v), y=y(u,v), z=z(u,v)
と与えられているならば、点Pの軌跡Sを一つの曲面という。
というようになされている（新数学事典、大阪書籍、1986年参照）。
要するに、3次元空間の中で、2つの独立したパラメータで定義される図形である。3つのパラメータだと立体になってしまう。
ここからが図学の領域であるが、この曲面の中で、円筒面や円錐面は、平面を伸び縮みさせることなく丸めることで作れる。そのような曲面を「可展面」と呼ぶ。
それに対し、球面のようなものは平面を伸び縮みさせなければ作ることが出来ない。そういった可展面でない曲面を「三次元曲面」と呼ぶ。
数学の用語の二次曲面（二次「元」ではないことに注意）としばし混乱が見られるが、代表的な3次元二次曲面（二次曲面#3次元二次曲面を参照）には可展面もあれば、そうでない曲面もある。従って、三次元曲面である二次曲面もあれば、そうでない二次曲面もある。

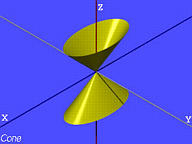
可展面である（三次元曲面でない）二次曲面の例。錐面
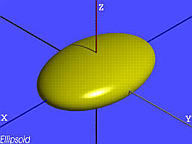
可展面でない（三次元曲面である）二次曲面の例。楕円面